# Vitcos

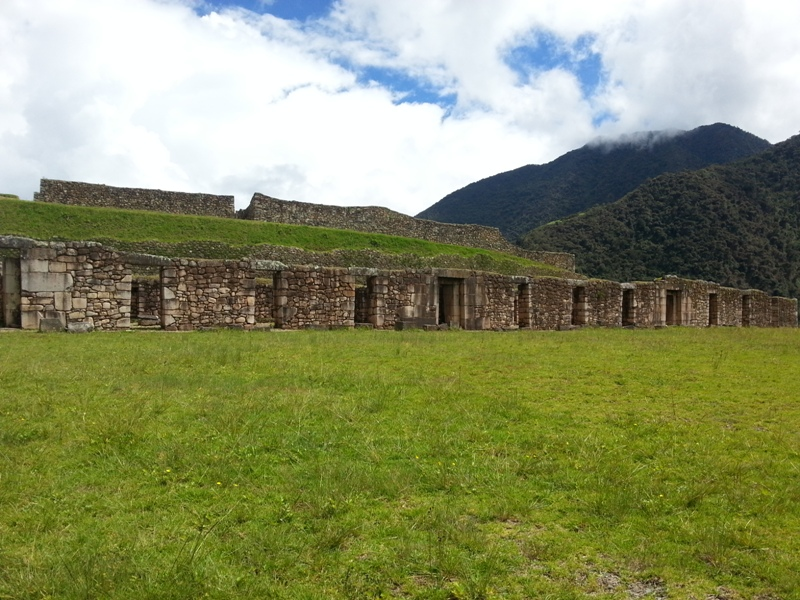
Vitcos

Vitcos oder Rosaspata ist eine archäologische Ruine im Distrikt Vilcabamba der Provinz La Convención in der Cusco-Region, die dem Inka-Kulturkreis zuzuordnen ist. Es ist nicht ganz gesichert durch welchen Inka-Herrscher die Anlage in Auftrag gegeben wurde. Als wahrscheinlich gelten Manco Cápac II. (Herrscher von 1533 bis 1544) oder Pachacútec Yupanqui (Herrscher von 1438 bis 1471), der Erbauer von Machu Picchu.

## Geschichte
Nach der Flucht Manco Cápac II. aus Cusco vor Pizarro ließ er sich in der sogenannten Cusco-Region nieder, der auch Machu Picchu, Choquequirao, Vitcos und Vilcabamba (oder Espiritu Pampa) zuzuordnen sind. Von seinem Exil Vilcabamba aus organisierte er den Widerstand gegen die Spanier. Aufgrund der tropisch heißen Lage Vilcabambas wird vermutet, dass er die höher gelegene Residenz mit kühlerem und für die Inka vertrautem Andenklima in Vitcos nutzte oder wie vermutet erbauen ließ. Vitcos liegt etwa auf der direkten Linie zwischen Cusco und Lima, dies war günstig, wenn man die Versorgungswege der Spanier stören wollte.
Nach einer anderen Theorie wird Pachacútec Yupanqui als Erbauer vermutet, der Vitcos als Sommerpalast errichten ließ. Nach seinem Tod verblieb der Palast nach Inkasitte sein Eigentum und wurde durch Manco Cápac II. lediglich wieder genutzt. Es ist sichergestellt, dass Vitcos der Ort ist, an dem Manco durch eine Gruppe in Ungnade gefallener, abtrünniger Konquistadoren ermordet wurde, um die Gunst der spanischen Krone wiederzugewinnen. Bei einem aussichtslosen Fluchtunternehmen wurden die Mörder durch die königlichen Palastwachen gefangen und getötet.

## Lage und Beschreibung
Vitcos liegt im Vilcabambatal auf einem Hügel auf etwa 2970 m Höhe zwischen den heutigen Ortschaften Huancacalle und Pucyura, unweit des Städtchens Lucma. Das gesamte Tal ist grün, stark bewaldet und wird landwirtschaftlich genutzt. Man erreicht die Anlage von Süden her, sie liegt etwa eine halbe Stunde Gehweg von Yurak Rumi entfernt.
Die Anlage besteht aus drei rechtwinklig angelegten Gebäudekomplexen. Von Süden kommend erreicht man zuerst das kleinste Gebäude mit einer Abmessung von etwa 23 × 10 m. Das Gebäude liegt auf demselben  Niveau wie ein regelmäßig gegliedertes weitläufiges Gebäude von etwa 80 × 15 m Ausdehnung. Die Gebäude sind durch einen unbebauten Platz voneinander getrennt. Das zweite Gebäude gliedert sich in vier Hauptkammern, die jeweils durch einen Korridor getrennt sind. Jede Kammer ist über drei Tore zugänglich. Die Türlaibungen und Stürze der Korridore sind einfach gestuft und heben sich durch das fein gearbeitete glatte Großblock-Trockenmauerwerk mit gleichmäßigen Lagerfugen ab. Die Türlaibungen und Stürze zu den Kammern sind architektonisch weniger hervorgehoben. Im Kammerinneren sind in den Wänden regelmäßig Nischen eingelassen. Die Ausklinkungen an den Wandoberkanten lassen vermuten, dass die Räume mit einem Holzbalkendach mit Schräge nach Norden (hinten) abgedeckt waren und das Mauerwerk damals nicht viel höher war als es heute sichtbar ist.
Durchschreitet man die Korridore, steht man vor einer steil angelegten Böschung, welche die obere Terrasse abfängt, auf der der obere Gebäudekomplex angelegt wurde. Diese Ebene ist nur über Seitenpfade zu erreichen. Die obere Gebäudeanlage mit etwa 50 × 48 m wurde nahezu quadratisch angelegt und zeigt wenig spektakuläres.

## Entdeckung
Die Ruine Vitcos wurde durch den Forschungsreisenden und Archäologen Hiram Bingham im Jahr 1911 auf der Suche nach der Vilcabamba beschrieben.